# Giovanni Artieri
Giovanni Artieri (Napoli, 25 marzo 1904 – Santa Marinella, 12 febbraio 1995) è stato un giornalista, saggista e politico italiano.

## Biografia

### Dalla nascita al 1943
Artieri iniziò la carriera di giornalista presso Il Mezzogiorno di Napoli, fondato da Matilde Serao per poi proseguire su Il Mattino. Esponente napoletano, con Francesco Cipriani Marinelli, del movimento novecentista, tra il 1926 e il 1929 collaborò alla rivista "900", Cahiers d'Italie et d'Europe diretta da Massimo Bontempelli. Monarchico, fu nominato da Umberto II membro della Consulta dei Senatori del Regno; successivamente gli fu attribuito dallo stesso il titolo nobiliare di conte.
Fu per quasi vent'anni inviato speciale della Stampa di Torino. Come inviato di guerra seguì in prima linea la guerra d'Etiopia aggregato alla 2ª Divisione CC.NN. "28 ottobre" e alla Colonna celere AO durante la marcia su Gondar, la guerra di Spagna e in Finlandia la Guerra d'inverno.

### Nel dopoguerra
Nel giugno 1944 fu tra i fondatori, con Renato Angiolillo, del quotidiano Il Tempo di Roma, di cui fu anche vicedirettore. Successivamente scrisse sul Borghese diretto da Leo Longanesi.
Scrisse una trentina di libri, soprattutto di storia contemporanea o dedicati alla sua città natale, come la trilogia napoletana pubblicata dalla Longanesi: Napoli nobilissima (1955), Funiculì, funiculà (1957), La quinta Napoli (1960). Altre opere furono incentrate sulla vita di Mussolini, la Repubblica Sociale Italiana, la guerra d'Africa, la storia della monarchia. Il suo ultimo volume, del 1995, fu Le guerre dimenticate di Mussolini: Etiopia e Spagna.
Nel 1971 fu eletto consigliere comunale a Roma per il Movimento Sociale Italiano (MSI) distinguendosi per le battaglie sindacali e il supporto alla CISNAL.
Nel 1972 fu eletto senatore della Repubblica per l'MSI e rieletto nel 1976 . Nel 1977, durante la VII legislatura, aderì a Democrazia Nazionale - Costituente di Destra probabilmente per l'amicizia che lo legava a Mario Tedeschi e per le sue posizioni liberali.
Negli ultimi anni di vita si ritirò con la moglie, la scrittrice Ester Lombardo, sposata nel 1932, nella sua villa di Santa Marinella, vicino a Roma. 

## Intitolazioni
Nel 2005, decennale della sua scomparsa, la città di Santa Marinella (Roma) gli ha voluto intitolare una via.

## Opere
- Il tempo della regina, Sestante, 1950
- Napoli nobilissima, Longanesi 1955
- Funiculì, funiculà, Longanesi, 1957
- La quinta Napoli, Longanesi, 1960
- Le Quattro Giornate, Marotta, 1963
- Cronache dell'inquitudine, Il Borghese, 1963
- Quattro momenti di storia fascista, Berisio, 1968
- Cronaca del Regno d'Italia, 2 volumi, Milano, Mondadori, 1977-78
- Napoli, punto e basta?, Milano, Mondadori, 1980
- Mussolini e l'avventura repubblicana, Milano, Mondadori, 1981
- Umberto II e la crisi della Monarchia, Milano, Mondadori, 1983
- Napoli scontraffatta, Milano, Mondadori, 1984
- Cena con Gesù. Fede e ragione, (con Ester Lombardo), Milano, Mondadori, 1985
- Quarant'anni di Repubblica, Milano, Mondadori, 1987
- Prima durante e dopo Mussolini, Milano, Mondadori, 1990
- Italia mia, Milano, Mondadori, 1992
- Roghi e duelli, Milano, Mondadori, 1993
- Le guerre dimenticate di Mussolini, Milano, Mondadori, 1995